# Promachus productus
Promachus productus är en tvåvingeart som först beskrevs av Walker 1851.  Promachus productus ingår i släktet Promachus och familjen rovflugor. Inga underarter finns listade i Catalogue of Life.